# Општина Сакашени (Сату Маре)
Сакашени (рум. Săcăşeni) општина је у Румунији у округу Сату Маре.
Oпштина се налази на надморској висини од 156 m.